# Đế quốc Khmer
Đế quốc Khmer hay Đế quốc Angkor (tiếng Khmer cổ: កម្វុជ; chuyển tự Latinh: Kambuja) là một cựu đế quốc rộng lớn nhất Đông Nam Á với diện tích lên đến 1 triệu km², từ năm 802- 1431, tồn tại trên phần lãnh thổ hiện nay thuộc Campuchia, Miền Nam Việt Nam, Lào và Thái Lan. Đế quốc Khmer tách ra từ Vương quốc Chân Lạp, đã từng cai trị và có phần đất phiên thuộc mà ngày nay thuộc lãnh thổ của các quốc gia: Lào, Thái Lan và miền nam Việt Nam.
Trong quá trình tạo lập nên đế chế này, người Khmer đã có các mối quan hệ thương mại với đế quốc Java và sau đó với đế quốc Srivijaya giáp biên giới đế quốc Khmer về phía nam. Di sản lớn nhất của Đế quốc Khmer là Angkor - kinh đô của Đế quốc này vào thời cực thịnh của nó. Angkor là chứng tích của sức mạnh và sự thịnh vượng của Đế quốc Khmer và cũng là hiện thân của nhiều tín ngưỡng mà nó đã mang trong mình. Các tôn giáo chính thức của đế chế này là: Ấn Độ giáo, Phật giáo Đại thừa cho đến khi Phật giáo Nam truyền chiếm ưu thế sau khi được du nhập từ Sri Lanka vào thế kỷ 13.
Sự khởi đầu của Đế quốc Khmer theo truyền thống được xác định là vào năm 802, khi hoàng tử Khmer Jayavarman II tự xưng là chakravartin (nghĩa đen là 'người cai trị toàn cầu', tước hiệu tương đương với 'hoàng đế') ở vùng núi Phnom Kulen. Mặc dù sự kết thúc của Đế chế Khmer theo truyền thống được đánh dấu bằng sự sụp đổ của Angkor vào tay Vương quốc Ayutthaya của Xiêm vào năm 1431, nhưng lý do dẫn đến sự sụp đổ của đế chế này vẫn còn được các học giả tranh luận. Các nhà nghiên cứu đã xác định rằng sau một thời kỳ mưa gió mùa mạnh là hạn hán nghiêm trọng trong khu vực, gây thiệt hại cho cơ sở hạ tầng thủy lực của đế quốc. Sự thay đổi giữa hạn hán và lũ lụt cũng là một vấn đề, có thể khiến cư dân phải di cư về phía nam và rời xa các thành phố lớn của đế quốc.
Lịch sử của Angkor với vai trò là trung tâm của đế quốc Khmer lịch sử cũng là lịch sử Khmer từ thế kỷ 10 đến thế kỷ 15. Từ đế quốc Khmer và cũng từ khu vực Angkor - không có một ghi chép bằng văn bản nào còn sót lại đến ngày này mà chỉ có những văn bản được khắc chạm trên đá. Do đó những gì còn được biết đến ngày nay về nền văn minh Khmer lịch sử được chủ yếu tham khảo từ các nguồn:
- Khai quật khảo cổ, phục dựng lại và điều tra.
- Các bản chạm khắc trên bia và trên đá ở các đền ghi chép lại những chiến công chính trị và tôn giáo của các triều hoàng đế.
- Các bức phù điều trên các bức tường của các đền đài miêu tả các cuộc hành quân, cuộc sống ở trong cung, các cảnh chợ búa và các cảnh sinh hoạt thường ngày của dân chúng.
- Các ghi chép còn lưu lại được của các sứ thần, nhà buôn và những người lữ hành Trung Hoa xưa.

Sự khởi đầu của kỷ nguyên Vương quốc Khmer Angkor được cho là bắt đầu từ năm 802 sau Công nguyên. Trong năm này, vua Jayavarman II đã tự xưng "Chakravartin" (vua của thiên hạ). 
Đế quốc đã kết thúc với sự sụp đổ của Angkor vào thế kỷ thứ 15.

## Từ nguyên
Các học giả hiện đại thường gọi đế quốc này là "Đế quốc Khmer" (Khmer: ចក្រភពខ្មែរ) hoặc "Đế quốc Angkor" (Khmer: ចក្រភពអង្គរ), cái tên sau được đặt theo tên thủ đô Angkor.
Đế chế này tự gọi mình là Kambuja (tiếng Phạn: កម្ពុជ; tiếng Khmer cổ: កម្វុជ; tiếng Khmer: កម្ពុជ) hoặc Kambujadeśa (tiếng Phạn: កម្ពុជទេស, nghĩa đen là 'đất nước Kambuja'; tiếng Khmer cổ: កម្វុជទេឝ; tiếng Khmer: កម្ពុជទេស), những cái tên tiền hiện đại của Campuchia hiện đại.

## Lịch sử

### Thành lập
Jayavarman II là một hoàng tử của triều đại Sailendra ở Java như là một con tin hoàng gia của vương quốc chư hầu của Java hay là đến để học tập (hoặc cả hai) vẫn chưa được khẳng định. Nhờ thời gian ở Java, ông đã mang nghệ thuật và văn hóa của triều đình Sailendran của Java về cho triều đình Khmer. Sau khi trở về nhà ở vương quốc Chân Lạp, ông đã nhanh chóng xây dựng thế lực của mình, đánh bại nhiều vị vua khác và năm 790 trở thành hoàng đế của vương quốc Khmer. Trong những năm tiếp theo, ông đã mở rộng lãnh thổ của mình và cuối cùng đã thành lập kinh đô mới Hariharalaya gần thị xã Roluos của Campuchia ngày nay. Do vậy, ông đã đặt nền móng cho kinh đô Angkor trải dài đến 15 km về phía tây bắc. Năm 802, ông tự xưng Chakravartin (vua thiên hạ) bằng một lễ đăng quang theo phong cách Ấn Độ giáo. Bởi thế, ông không những trở thành một vị vua được thần thánh sắc phong và vô địch mà còn đồng thời tuyên bố sự độc lập của vương quốc mình khỏi vương quốc Java. Jayavarman II mất năm 835.

### Củng cố
Indravarman I (trị vì 877–889), vị vua thứ tư của Đế quốc Khmer, đã củng cố vững chắc đất nước mình với những chương trình xây dựng lớn, bao gồm hệ thống thủy lợi và các đền đài, nhờ vào của cải giành được thông qua mậu dịch và nông nghiệp. Công trình đầu tiên là đền Preah Ko và các công trình thủy lợi.
Con Indravarman I là Yasovarman I (trị vì từ 889 - 915), là người thiết lập một kinh đô mới Yasodharapura - thành phố đầu tiên của Angkor. Ngôi đền trung tâm của thành phố được xây ở Phnom Bakheng, một ngọn đồi cao 60 m giữa đồng bằng trong khu vực Angkor. Dưới triều Yasovarman I công trình Đông Baray cũng được tạo dựng, đây là công trình hồ chứa nước có kích thước 7,5 x 1,8 km.

### Rối loạn

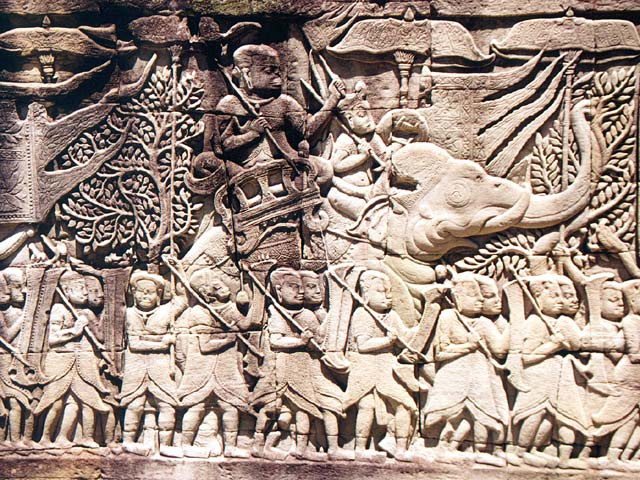
Một bức phù điêu thế kỷ 12 hoặc 13 tại đền Bayon tại Angkor Thom miêu tả chiến tranh giữa Khmer và Chămpa.

Vào đầu thế kỷ 10, sau khi Yasovarman I qua đời, đế quốc Khmer lập tức bị chia rẽ. Vua Harshavarman I và Ishanavarman II (em của Harshavarman I) phải vất vả giữ ngôi báu trước sự tranh giành của người chú - Jayavarman IV. Người chú bị đánh lui khỏi Angkor và đã thiết lập một kinh đô mới ở Koh Ker, cách Angkor khoảng 100 km. Sau khi Ishanavarman II qua đời, Jayavarman IV lên làm vua.
Con của Jayavarman IV là Harshavarman II nối ngôi cha được 3 năm thì bị em họ là Rajendravarman II cướp ngôi.

### Phát triển
Rajendravarman II dời đô trở về Yasodharapura. Nhiều học giả cho rằng Rajendravarman II đã xây dựng một chế độ chính trị trung ương tập quyền, tăng cường sự quản lý trực tiếp đối với các thủ lĩnh địa phương. Ông bắt đầu bắt đầu các dự án xây dựng lớn mà các vua đầu tiên đã dự tính và đã cho thiết lập một loạt các đền ở khu vực Angkor; trong đó có Đông Mebon, trên một cù lao của Đông Baray, và nhiều đền thờ Phật và chùa.
Năm 944 và 945, quân đội Khmer từ Angkor đã xâm chiếm khu vực Kauthara của vương quốc Chăm Pa. Khoảng năm 950, người Khmer đã phá hủy đền Po Nagar và lấy đi tượng nữ thần.
Từ năm 968 đến 1001 là thời kỳ trị vì của con trai Rajendravarman II là Jayavarman V. Ông ta đăng quang sau khi vượt qua các hoàng thân khác. Giai đoạn trị vì của ông phần lớn là thời kỳ thanh bình, đánh dấu bởi sự phát triển thịnh vượng và phát triển rực rỡ nền văn hóa. Ông cho thiết lập một kinh đô mới gần Yashodharapura, Jayenanagari. Dưới triều của vua Jayavarman V có các nhà triết học, các học giả và các nghệ sĩ. Các ngôi đền mới cũng được xây dựng, trong đó, quan trọng nhất là Banteay Srei, được xem như công trình có tính nghệ thuật và thẩm mỹ bậc nhất của Angkor và Ta Keo là ngôi đền đầu tiên của Angkor xây hoàn toàn bằng sa thạch.

### Trở thành đế quốc
Sau cái chết của Jayavarman V là vài năm xung đột. Vua Udayadityavarman I vừa lên ngôi đã bị Jayavirahvarman lật đổ. Rồi đến lượt Jayavirahvarman bị Suryavarman I (trị vì 1010 - 1050) giành mất ngôi báu. Suốt thời kỳ trị vì của mình, Suryavarman I phải chiến đấu trấn áp các đối thủ mưu toán lật đổ mình bằng bạo lực. Ông là vị vua Khmer đầu tiên sống phải xây thành để bảo vệ mình và hoàng cung. Ông đã mở rộng vương quốc của mình đến tỉnh Lopburi của Thái Lan ngày nay, về phía nam đến eo đất Kra. Tại Angkor, việc xây dựng Tây Baray bắt đầu dưới triều Suryavarman I, một hồ chứa nước thứ 2 và rộng hơn hồ Đông Baray với kích thước 8 x 2,2 km.

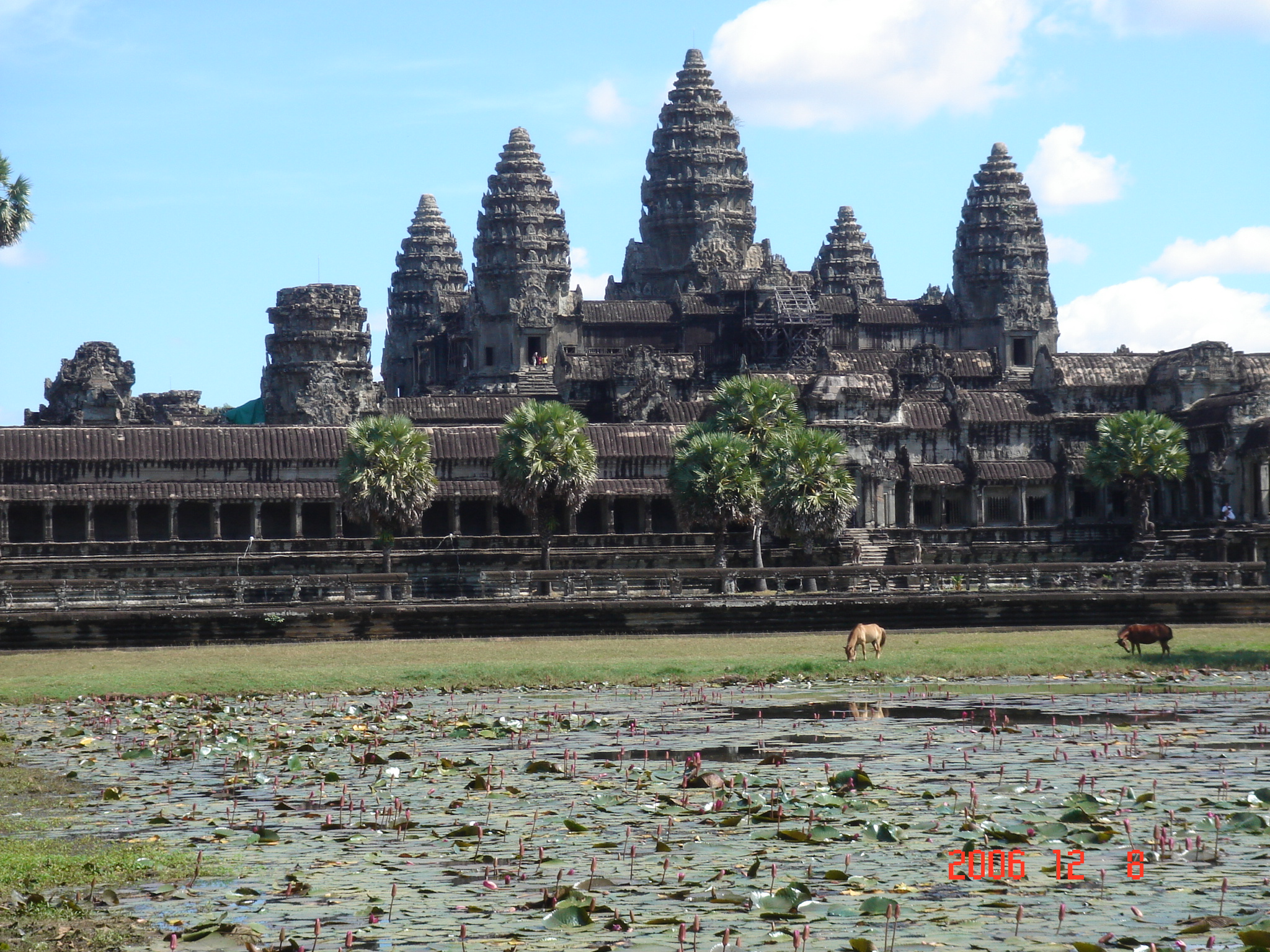
Angkor Wat, năm 2006.

Nửa cuối thế kỷ 11 và đầu thế kỷ 12 trong lịch sử Campuchia là thời kỳ của các cuộc tranh giành quyền lực tàn bạo. Sau đó đến thời kỳ huy hoàng dưới sự cai trị của Suryavarman II. Dưới sự cai trị của ông, ngôi đền lớn nhất của Angkor được xây dựng trong khoảng thời gian 37 năm: Angkor Wat, là nơi thờ thần Vishnu. Ông đã xâm chiếm vương quốc Haripunjaya của dân tộc Môn đến phía tây (ngày nay là miền Trung Thái Lan) và một khu vực xa hơn về phía tây của vương quốc Pagan (Myanmar ngày nay), phía nam lấn về khu vực bán đảo Malay đến vương quốc Grahi (nay là tỉnh Nakhon Si Thammarat của Thái Lan), về phía đông lấy nhiều tỉnh của Champa, về phía bắc đến biên giới phía bắc của Lào ngày nay. Sự kết thúc của hoàng đế Suryavarman II không được rõ ràng lắm. Văn bia cuối cùng ghi nhận tên ông có liên quan đến cuộc xâm lược Đại Việt là từ năm 1145. Có lẽ ông qua đời trong một cuộc hành quân trong khoảng thời gian từ năm 1145 đến 1150.
Thời kỳ tiếp theo các vua trị vì trong thời gian ngắn và bị vị vua sau lật đổ bằng vũ lực. Cuối cùng, năm 1177, Khmer đã bị quân Chămpa đánh bại trong sự kiện thủy chiến Tonlé Sap và bị chiếm đóng trong một thời gian ngắn.

### Huy hoàng

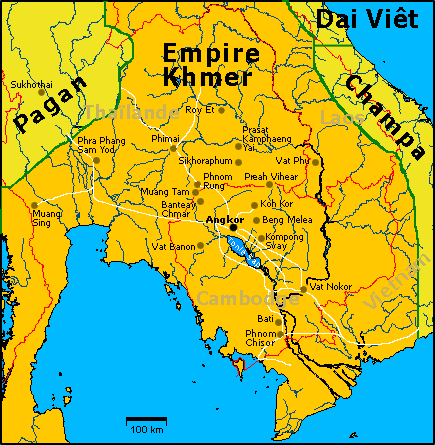
Đế quốc Khmer cuối thế kỷ 12

Jayavarman VII (trị vì từ 1181-1219) đã tập hợp một đội quân, đánh đuổi quân Chăm Pa và giành lại kinh đô Yasodharapura. Năm 1181, ông lên ngôi và tiếp tục chiến tranh với Chăm Pa trong suốt 22 năm cho đến khi đánh bại nước này vào năm 1203 và xâm chiếm phần lớn lãnh thổ của Chăm Pa.
Jayavarman VII được coi là vị hoàng đế vĩ đại cuối cùng của Angkor không chỉ vì những chiến công của ông chống lại quân Chăm Pa mà còn là một người cai trị không phải là bạo chúa như cách các hoàng đế trước đó đã cai trị vì ông là người thống nhất đế quốc này và trên cả là do các công trình xây dựng được tiến hành dưới thời kỳ cai trị của ông. Kinh đô mới có tên gọi là Angkor Thom (có nghĩa là: "Thành phố vĩ đại") được xây dựng. Ở khu trung tâm, nhà vua (một phật tử Phật giáo Đại thừa) đã cho xây dựng làm tòa tháp quốc gia - Bayon với các tháp được cho là mang hình khuôn mặt của Quán Thế Âm bồ tát, mỗi tháp cao vài mét được chạm khắc bằng đá. Các đền chùa khác được xây dựng dưới thời Jayavarman VII là Ta Prohm, Banteay Kdei và Neak Pean, cũng như hồ chứa nước Srah Srang. Cùng với những công trình đó, một hệ thống các đường phố đã được xây dựng kết nối các trấn của đế quốc. Bên các phố này, 121 nhà nghỉ được xây cho các nhà buôn, quan chức và lữ khách. Ông cũng cho thiết lập 102 bệnh xá.

### Suy vong
Indravarman II kế vị và tiếp tục hoàn thành các công trình xây dựng của cha. Dưới sự trị vì của Indravarman II, Campuchia có sự ổn định chính trị trong nước. Tuy nhiên, sức chi phối của đế quốc Khmer đối với các vùng đất xa bắt đầu giảm đi. Kết quả, Champa đã giành lại độc lập, và vương quốc Sukhothai ở phía tây bắt đầu nổi lên.
Giống như cha mình, Indravarman II là một phật tử và ông đã cho xây xong một loạt chùa chiền được khởi công từ thời cha mình. Ông không thành công về mặt chiến tranh. Năm 1220, người Khmer rút khỏi nhiều tỉnh mà trước đó đã chiếm được của Champa. Về phía tây, các thần dân người Thái của ông đã nổi lên chống lại và thành lập nên vương quốc Thái đầu tiên là vương quốc Sukhothai và đẩy lùi người Khmer. Trong 200 năm tiếp theo, người Thái đã trở thành đối thủ chính của Kambuja.
Jayavarman VIII (trị vì 1243-1295) kế nhiệm Indravarman II. Trái với các vua trước đó, Jayavarman VIII theo Ấn Độ giáo và là một người chống Phật giáo một cách kịch liệt. Ông đã cho phá hủy phần lớn các tượng phật ở đế quốc này (các nhà khảo cổ ước đoán có khoảng hơn 10.000, trong đó còn rất ít phế tích còn sót lại đến ngày nay) và cho chuyển các chùa Phật giáo thành đền thờ Ấn Độ giáo. Từ bên ngoài, đế quốc Khmer đang bị quân Nguyên Mông của tướng Sagatu của Hốt Tất Liệt đe dọa. Ông ta đã tránh đụng độ với quân Mông Cổ (khi đó đã chiếm hết Trung Hoa) bằng cách cống nạp hàng năm cho nhà Nguyên. Triều đại của Jayavarman VIII kết thúc năm 1295 khi ông bị con rể là Srindravarman (trị vì 1295-1309) lật đổ. Vua mới là người theo Phật giáo Thượng tọa bộ (Theravada), một trường phái của Phật giáo du nhập vào Đông Nam Á từ Sri Lanka và sau đó lan ra khắp khu vực. Năm 1296, Chu Đạt Quan theo lệnh Nguyên Thành Tông đã đi sứ sang Chân Lạp và ghi lại thành sách Chân Lạp phong thổ ký sau khi lưu trú hơn một năm tại kinh đô Angkor.
Có rất ít tư liệu lịch sử về thời kỳ sau triều vua Srindravarman. Văn bản cuối cùng người ta biết được là một bia khắc từ năm 1327. Không có ngôi đền lớn nào được xây thêm. Các nhà sử học ngờ rằng có mối liên hệ giữa việc nhà vua theo Phật giáo Nam truyền (do đó không được xem là "devaraja" nữa) và việc không cần phải xây dựng các đền lớn cho devarajas hay để thờ các thần linh bảo vệ cho họ. Việc từ bỏ quan niệm devaraja cũng có thể dẫn đến sự đánh mất quyền lực của hoàng gia và do đó dẫn đến thiếu nhân công. Hệ thống thủy lợi cũng bị thoái hóa dẫn đến mùa màng thất bát do lũ lụt và hạn hán. Trong khi trước đó mỗi năm có 3 vụ lúa - điều này đã góp phần cốt yếu cho sự thịnh vượng và quyền lực của đế quốc Khmer - sự giảm sút mùa màng đã làm cho đế quốc này suy yếu thêm. Quốc gia lân bang phía tây của đế quốc này là vương quốc Thái đầu tiên - vương quốc Sukhothai, bị một vương quốc khác của người Thái (vương quốc Ayutthaya) đánh bại vào năm 1350. Sau năm 1352, người Thái đã mở nhiều cuộc tiến công vào đế quốc Khmer nhưng đều bị đánh bật. Cuối cùng, năm 1431, Ayutthaya đã chiếm được Angkor.
Trung tâm của vương quốc Khmer còn sót lại nằm ở phía nam, ở khu vực mà ngày nay là Phnôm Pênh. Tuy nhiên, có nhiều dấu hiệu cho thấy Angkor không bị bỏ hoang. Một chi của các vua Khmer vẫn còn ở lại Angkor. Sự sụp đổ cuối cùng của Angkor vào thời ấy là sự chuyển đổi tầm quan trọng về kinh tế, và do đó là chính trị, khi Phnôm Pênh trở thành một trung tâm mậu dịch bên sông Mê Kông. Các công trình xây dựng tốn kém và các xung đột quyền lực trong nội bộ hoàng gia cũng đánh dấu chấm hết cho đế quốc Khmer.
Sự hủy hoại sinh thái và hư hỏng hạ tầng cơ sở là một cách lý giải mới khác cho sự chấm dứt của đế quốc này. Dự án Đại Angkor tin rằng người Khmer đã có một hệ thống kênh rạch và hồ chứa phức tạp phục vụ cho mậu dịch, giao thông và thủy lợi. Các kênh được sử dụng để thu hoạch mùa màng và khi dân số tăng lên thì hệ thống kênh rạch bị cản trở dẫn đến thiếu nước và bị lũ lụt hoành hành. Để đáp ứng cho số dân tăng thêm, người ta đã chặt cây trên các ngọn đồi ở Kulen để lấy đất canh tác lúa. Đồi trọc làm cho kênh bị bồi lấp khi mưa to. Sự phá hủy hệ thống thủy lợi đã dẫn tới các hậu quả nghiêm trọng khác.
Có một số bằng chứng cho thấy Angkor được sử dụng lâu hơn. Dưới thời vua Barom Reachea I (trị vì 1566 - 1576), là vị vua đã tạm thời kế vị sau khi đã đẩy lùi quân Thái đã quay lại đóng đô ở Angkor trong một thời gian ngắn. Từ thế kỷ 17, đã có những văn bản khắc chạm cho thấy đã có các khu định cư của người Nhật dọc theo phần còn lại của Đế quốc Khmer. Câu chuyện nổi tiếng nhất là của Ukondafu Kazufusa, người đã ăn tết Khmer ở đó vào năm 1632.

## Các hoàng đế trị vì
| Thứ tự                                  | Vua                         | Tên                    | Ở ngôi    |
| 27                                      | Jayavarman II               | Jayavarman             | 802-850   |
| 28                                      | Jayavarman III              | Jayavarthon            | 850-877   |
| 29                                      | Indravarman I               | Indravarman            | 877-889   |
| 30                                      | Yasovarman I                | Yasovarthon            | 889-900   |
| 31                                      | Harshavarman I              | Harshavarman           | 900-925   |
| 32                                      | Ishanavarman II             | Isanavarman            | 925-928   |
| 33                                      | Jayavarman IV               | Jayavarman             | 928-941   |
| 34                                      | Harshavarman II             | Harshavarman           | 941-944   |
| 35                                      | Rajendravarman II           | Rajedravarman          | 944-968   |
| 36                                      | Jayavarman V                | Jayavarman             | 968-1001  |
| 37                                      | Udayadityavarman I          | Udayadityavarman       | 1002      |
| 38                                      | Jayavirahvarman             | Jayavirahvarman        | 1002-1006 |
| 39                                      | Suryavarman I               | Suryavarman            | 1006-1050 |
| 40                                      | Udayadityavarman II         | Udayadityavarman       | 1050-1066 |
| 41                                      | Harshavarman III            | Harshavarman           | 1066-1080 |
| 42                                      | Noriditdravarman            | Noriditdravarman       | 1080-1113 |
| 43                                      | Jayavarman VI               | Jayavarman             | 1080-1107 |
| 44                                      | Dharanindravarman I         | Dharanindravarman      | 1107-1113 |
| 45                                      | Suryavarman II              | Suryavarman            | 1113-1150 |
| 46                                      | Dharanindravarman II        | Dharanindravarman      | 1150-1156 |
| 47                                      | Yasovarman II               | Yasovarman             | 1156-1165 |
| 48                                      | Tribhuvanidityavarman       | Tribhuvanidityavarman  | 1165-1177 |
| Bị Chăm Pa xâm chiếm: 1177-1181         |                             |                        |           |
| 49                                      | Jayavarman VII              | Jayavathon             | 1181-1218 |
| 50                                      | Indravarman II              | Indravarman            | 1218-1243 |
| Bị Sukhothai xâm chiếm                  |                             |                        |           |
| 51                                      | Jayavarman VIII             | Jayavarman             | 1243-1295 |
| 52                                      | Indravarman III             | Srei Indravarman       | 1295-1307 |
| 53                                      | Srei Jayavarman             | Srei Jayavarman        | 1307-1327 |
| 54                                      | Jayavarman IX               | Jayavama Borommesvarah | 1327-1336 |
| 55                                      | Trosok Peam                 | Ponhea Chey            | 1336-1340 |
| 56                                      | Nippean Bat                 | Nippean Bat            | 1340-1346 |
| 57                                      | Lompong Racha               | Lompong Racha          | 1346-1351 |
| Bị Sukhothai xâm chiếm: 1352-1357       |                             |                        |           |
| 58                                      | Soryavong                   | Soryavong              | 1357-1363 |
| 59                                      | Borommaracha I (Campuchia)  | Borommarama            | 1363-1373 |
| 60                                      | Thomma Saok                 | Thomma Saok            | 1373-1393 |
| Bị Sukhothai xâm chiếm: 1393 (5 tháng). |                             |                        |           |
| 61                                      | Borommaracha II (Campuchia) | Ponhea Yat             | 1393-1463 |